# Communauté de communes des Boutières
La communauté de communes des Boutières est une ancienne communauté de communes française, située dans le département de l'Ardèche et la région Rhône-Alpes.

## Composition
Elle regroupe onze communes :
| Nom                             | Code Insee | Gentilé          | Superficie (km2) | Population (dernière pop. légale) | Densité (hab./km2) |
| ------------------------------- | ---------- | ---------------- | ---------------- | --------------------------------- | ------------------ |
| Saint-Martin-de-Valamas (siège) | 07269      | Saint-Martinois  | 19,98            | 1 151 (2014)                      | 58                 |
| Arcens                          | 07012      | Arcensois        | 18,55            | 353 (2014)                        | 19                 |
| Borée                           | 07037      | Boréens          | 27,67            | 164 (2014)                        | 5,9                |
| Chanéac                         | 07054      | Chanéacquois     | 15,73            | 262 (2014)                        | 17                 |
| Intres                          | 07103      | Introis          | 10,05            | 156 (2014)                        | 16                 |
| Lachapelle-sous-Chanéac         | 07123      | Chapelous        | 8,94             | 177 (2014)                        | 20                 |
| Saint-Jean-Roure                | 07248      | Jeanrourois      | 23,99            | 280 (2014)                        | 12                 |
| Saint-Julien-Boutières          | 07252      | Saint-Juliénois  | 11,12            | 194 (2014)                        | 17                 |
| Saint-Clément                   | 07226      |                  | 19,55            | 88 (2014)                         | 4,5                |
| Saint-Martial                   | 07267      | Saint-Martialais | 36,18            | 239 (2014)                        | 6,6                |
| La Rochette                     | 07195      |                  | 13,86            | 58 (2014)                         | 4,2                |

## Chiffres clés
- Nombre de communes : 11
- Superficie totale : 10 836 ha
- Population INSEE : 2 794 habitants
- Population DGF : 3 487 habitants

## Bureau
• Président :
- Michel Chantre (Maire de Saint-Jean-Roure)

• Vice-Présidents :
- Arnaud Bernard (1er adjoint de Saint-Martin-de-Valamas)

## Historique
Créée par Arrêté Préfectoral du 23 décembre 2005.

### Événements
- 23/12/2005 : Création et adhésion des communes de Arcens • Chanéac • Intres • Lachapelle-sous-Chanéac • Saint-Jean-Roure • Saint-Julien-Boutières • Saint-Martin-de-Valamas.
- Cette communauté de communes a disparu et a fusionné avec trois autres communautés de communes pour former la communauté de communes Val'Eyrieux.

## Compétences
- Assainissement non collectif
- Collecte des déchets des ménages et déchets assimilés
- Traitement des déchets des ménages et déchets assimilés
- Création, aménagement, entretien et gestion de zone d'activités industrielle, commerciale, tertiaire, artisanale ou touristique
- Action de développement économique (Soutien des activités industrielles, commerciales ou de l'emploi, Soutien des activités agricoles et forestières...)
- Construction ou aménagement, entretien, gestion d'équipements ou d'établissements culturels, socioculturels, socio-éducatifs, sportifs (obsolète)
- Activités péri-scolaires
- Activités culturelles ou socioculturelles
- Schéma de cohérence territoriale (SCOT)
- Schéma de secteur
- Création et réalisation de zone d'aménagement concerté (ZAC)
- Transport scolaire
- Organisation des transports non urbains
- Aménagement rural
- Tourisme
- Programme local de l'habitat
- Politique du logement social
- Action et aide financière en faveur du logement social d'intérêt communautaire
- Action en faveur du logement des personnes défavorisées par des opérations d'intérêt communautaire
- Opération programmée d'amélioration de l'habitat (OPAH)